# Pretty Little Picture (Desperate Housewives)
" Pretty Little Picture " (en español Hermosas Imágenes o Imágenes Idilicas o Hermoso Cuadrito, esto dependiendo en el país de transmisión) es el tercer episodio de la primera temporada de la serie de televisión de ABC, Desperate Housewives. El episodio fue escrito por Oliver Goldstick y  dirigido por Arlene Sanford. Su primera emisión fue el 17 de octubre de 2004.

## Estrellas invitadas
- Doug Savant como Tom Scavo.
- Sam Lloyd como el Dr. Albert Goldfine.
- Richard Burgi como Karl Mayer.
- Anne Dudek como Brandi.

### Co-Starring
- Emily Christine como Ashley Bukowski.
- Nealla Gordon como Sra. Bukowski.
- Lucille Soong como Yao Lin.
- Brent Kinsman como Preston Scavo.
- Shane Kinsman como Porter Scavo.
- Zane Huett como Parker Scavo.
- Keith Pillow como Reportera de televisión.

### Recapitulación del episodio
Susan se da cuenta de que es 15 de octubre, y que ese día Mary Alice quería hacer una cena entre amigos. Susan recuerda el día que Mary Alice lo propuso y decide decirles a las “desesperadas”, tras una plática deciden hacer una cena en honor a Mary Alice Young, obviamente hecha por Bree.

### Lynette Scavo
Tom le dice a Lynette Scavo que no podrá ir pues ha estado muy cansado en el trabajo, Lynette le ruega pero él se rehúsa diciendo: “Recuerdas lo que es tener un trabajo de 60 horas por semana”, lo cual es irónico pues Lynette trabaja como madre las 24 horas del día.
Después de hablar con Susan, Lynette revisa su correspondencia y ve una postal con la foto de Tom con un sombrero, un cigarro y margaritas. Tom se excusa diciendo que era una junta, cosa que obviamente es mentira. Tras una discusión Tom acepta cuidar a los niños así Lynette puede ir a la cena.
Mientras se arregla para la cena, Lynette le da por tercera vez las instrucciones de ‘’“cómo cuidar a los niños”’’ a Tom. Tom le dice que “son solo niños”, y cuando él sube; Lynette les da galletas con mucha azúcar a sus hijos para enseñarle como es su vida diaria.
En la cena, Lynette habla por teléfono con Tom y este tiene problemas pues los niños caminan por las paredes, Lynette le responde como este le respondió: “son solo niños”. Tras romper Susan el hielo después del incidente de Rex, Lynette confiesa haber sido expulsada con Tom de Disneyland por conducta lujuriosa.
Cuando Lynette regresa a casa, Tom le platica de cómo fue cuidar niños y que ya sabe lo de la azúcar. Ambos bromean y Lynette le cuenta lo sucedido con Rex y Bree diciendo: “Parece que hay problemas en el paraíso”. Tom dice que no le sorprende, pues nadie puede ser tan armonioso. Lynette le pregunta si ellos son armoniosos. 
El día siguiente Tom prepara música romántica y se pone un sombrero mientras los niños ven una película, cuando llega Lynette Tom quiere hacer su vida más armoniosa y empiezan a bailar felices.

### Gabrielle Solis
Carlos le dice a Gabrielle Solis que no puede ir a la cena porque tiene mucho trabajo y le recomienda relajarse. Gabrielle decide relajarse llamando a John.
John llega y se desviste, él y Gabrielle empiezan a besarse hasta que ven que una niña los está viendo.
Gabrielle busca a la niña y descubre que es su vecina y que ya conoce a Carlos; para fortuna de ella no ha dicho nada. También descubre que se llama Ashley.
Gabrielle le compra una muñeca a Ashley, la cual rechaza. Tras una patética plática para niños de 5 años sobre besos, Ashley la chantajea por una bicicleta. 
Gabrielle le compra la bicicleta a la niña, y después se entera de que no sabe ir en bicicleta. Ashley le pide a Gabrielle que le enseñe.
Gabrielle le enseña y ésta se estrella en un coche, Ashley le dice que continuarán mañana. Gabrielle le recuerda que el día siguiente es lunes y que tiene escuela. Ashley le dice que estudia en su casa así que siempre está en Wisteria Lane.
En la cena Gabrielle va con Carlos, pero ésta se la pasa quejándose de sus pies (pues enseñar a una niña a ir en bicicleta, mientras uno trae tacones no es nada cómodo) pero se excusa diciendo que es por correr en las mañanas con zapatillas que le quedan pequeñas. Para continuar rompiendo el hielo después del incidente de Rex, Gabrielle confiesa que una noche en un hotel de Cancún, ella y Carlos rompieron una cama de agua. 
Tras la cena, Carlos peina sus bigotes y habla de la expresión de Bree. Después dice que lo que más le sorprende es como Rex lo permite, pues si una mujer lo dejara en vergüenza a él promete matarla. Gabrielle queda como paralizada por el temor.

### Bree Van de Kamp
Bree Van de Kamp tiene problemas con su esposo, ya que este no quiere dormir con ella en la misma cama, pero luego Rex le dice que lo hará pues el colchón es incómodo; y al final se arrepiente diciendo que tal vez se separen de nuevo. Cuando Rex sube las escaleras para ir al baño, Bree saca unas pinzas y hace que el metal del colchón se doble para que cuando Rex vuelva le resulte más incómodo. 
Bree le dice a Rex que harán una cena especial, y que para no decir que ven al Dr. Goldfine dirán que tienen una clase de tenis. También le advierte que no tome vino, pues le hace decir cosas inapropiadas. 
Rex propone terapias separadas porque tiene que confesarle algo al doctor que no puede decir en presencia de Bree, ella se molesta pero lo acepta.
En la cena, Rex platica con Carlos y este se muestra interesado en las lecciones de tenis. Rex no lo soporta y le dice que en realidad ven a un consejero matrimonial, sin darse cuenta de que Bree está ahí. Bree deja caer el plato con pepinos, llamando la atención de todos y luego le quita el vino a Rex (pues dice que el alcohol le hace decir cosas que no debe). Aunque está completamente enojada, lo disimula e invita a empezar a comer.
Después de que Susan, Gabrielle y Lynette dieran confesiones del ámbito sexual para romper el hielo, Bree hace una confesión para callar a todos: “Rex llora después de eyacular”, al instante Rex se va enfurecido.
La mañana siguiente Bree le hace su maleta, ya que Rex se muda a un hotel pero antes de irse Bree le pregunta el por qué de su decaída conyugal y Rex le responde: "porque ni siquiera me dejas hacer mi maleta" (significa que Bree es tan perfecta que quiere que todo sea perfecto pero como su esposo tiene errores ella misma debe hacer todo por él, para tener un matrimonio perfecto). Rex se va, Bree queda sola y hace una mueca de llorar pero la ahoga con una sonrisa y quitando las arrugas de la cama. 
Más tarde ese mismo día, Bree va con el doctor Goldfine a rogarle para que le diga lo que le dijo Rex, pero este se niega por su ética profesional. Bree le vuelve a rogar diciendo que Rex se fue y el doctor le dice que vino la cita que hablarán cuando regrese, Bree se queda pensando y ve la gabeta con las grabaciones de los pacientes. Bree se apresura en agarrar la cinta de Rex pero se topa con la de Mary Alice. Agarra la de Mary Alice y cuando va a tomar la de Rex oye al doctor aproximándose, así que se aleja.

### Susan Mayer
Decide ir a la cena con Mike, el cual se le insinúa enfrente de las “Desesperadas”.
Susan Mayer le pide a Karl que cuide a Julie mientras esté en la fiesta, después de una discusión él accede. La joven amante de Karl, Brandi, tira una lata, y Susan (por necia e inmadura) quiere que Brandi la recoja. Brandi, Julie y Karl lo ven como una niñería y a fin de cuentas no la recogen, Susan enfurecida les grita y la lanza. La lata le cae a Mike quien la ve como si fuera loca. Entonces tiene miedo de invitarlo. De cualquier forma le habla por teléfono, le deja 3 mensajes y al no responder Susan se da por vencida.
Tras haber hablado con Lynette, Susan decide mirar las fotos de su álbum familiar. Al ver su álbum nota que ella, dirigida por la ira, recortó la cara de Karl en todas las fotos. Eliminó su ira y llama a Karl, le deja un mensaje diciendo que quiere hablar con él, luego de hacer una pausa, toma valor y manda saludar a Brandi. Tras haberlo hecho Susan se siente orgullosa por haber desechado su ira, lamentablemente vio una foto de Karl y la arruga.
Susan se acababa de bañar cuando Karl llega, y lo deja pasar para conversar. Susan le explica que quiere enterrar su resentimiento, pero primero necesitaba una disculpa de él. Karl se ríe y le dice que el ‘’amor’’ no es por el cual se deba de pedir disculpas. Susan indignada le grita porque dijo la palabra ‘’amor’’, Karl corre a su auto y la toalla de Susan queda amarrada a la puerta del coche. Cuando el coche se va, la toalla también se va. Susan queda desnuda y trata de entrar en su casa, pero resbala y cae desnuda entre los arbustos. Se queda pensando que es la situación más vergonzosa de su vida, pero llaga Mike y la ve. Mike trata de no verla, y le dice que estaba fuera y cuando llegó escuchó sus mensajes y acepta ir a la cena.
Susan va a la cena con Mike y le recuerda no mencionar nada de lo sucedido. Pero para romper el hielo en la cena tras la pelea de Bree y Rex, ella misma confiesa lo sucedido.
Cuando acaban de comer Mike la acompaña a su casa y platican acerca del incidente con la lata, Mike le hace ver que Karl quizás es un “campo de entrenamiento” para conocer a los hombres. Después Susan le da las gracias por ser caballero, y Mike bromea diciendo que la vio un par de veces, los dos ríen y Susan entra en su casa eufórica de amor. 
A la mañana siguiente Karl deja a Julie, y Susan entra en el coche empujando a Brandi y dice que lo siente pues acumuló ira contra ellos y por eso se disculpa para seguir con su vida. Susan baja del coche y la sigue Brandi, ésta explica que Karl le dijo que su matrimonio ya había terminado y cuando estaba enamorada de él descubrió que seguía casado, entonces Karl se divorció. Susan queda aliviada y sin rencor.

### Misterio de Mary Alice
Zach y Paul tienen una discusión pues este no ha puesto el obituario de Mary Alice, mostrando que a Paul no le interesa su muerte. 
Zach baja al sótano y encuentra la pistola con la cual se suicidó su madre.
Ya es de noche y Zach reflexiona enfrente de la pistola, su padre lo ve y Zach le pregunta porqué la conserva. Paul le dice que deben protegerse y tal vez le sirva. Bree toca a la puerta y Zach le abre, Zach le dice que su ‘’padre’’ no se encuentra. Bree lo invita a la cena, cuando aparece Paul y le dice que tienen otro compromiso; esto lo dice mientras por detrás le quita la pistola a su ‘’hijo’’. Esa noche Paul lo droga para dormirlo. 
El día de la cena, Zach aparentaba estar dormido y su ‘’padre’’ enciende el televisor y hay una noticia en la que dicen haber encontrado ‘’el’’ arcón y en él hay restos humanos. Paul apaga la tele y se va. Zach despierta mostrando no estar dormido. 
Cuando Bree busca respuestas a sus problemas maritales en la gabeta con las grabaciones, encuentra la grabación de Mary Alice donde puede haber respuestas.

## Narración de Mary Alice
La reflexión gira alrededor de la memoria y del miedo.

### Al principio
"Después de que me morí, comencé a desechar las partes de mí que no serían necesarias: mis deseos, miedos, creencias, ambiciones, dudas, todo rastro de mi humanidad fue desechado. Descubrí que si viajas hacia la eternidad ayuda viajar sin cargas pesadas. De hecho solo me quede con una cosa: mi memoria. Es sorprendente mirar hacia al mundo que dejas atrás, lo recuerdo todo hasta el mínimo detalle. Como mi amiga Bree Van de Kamp

## Secuencia
- Anteriormente en Desperate Housewives. hasta 0:55 min. Aprox.
- Narración inicial, hasta 1:20 min. Aprox.
- Discusión de Bree con Rex; movida de metales y créditos iniciales hasta 4:03 min. Aprox.
- Recuerdo de Susan, y plática de la cena con sus amigas, hasta 6:38 min. Aprox.
- Discusión de Carlos con Gabrielle y llamada de ésta a John, hasta 7:33 min. Aprox.
- Discusión de Tom con Lynette, hasta 8:33 min. Aprox.
- Diálogo de Bree con Rex, hasta 9:14 min. Aprox.
- Discusión de Susan con Karl e incidente con la lata, hasta 10:54 min. Aprox.
- Discusión de Zach con Paul, hasta 11:47 min. Aprox.
- Seducción de John con Gabrielle y descubrimiento de la niña, hasta 12:32 min. Aprox.
- Discusión de Lynette con Tom por la mentira de este, hasta 14:14 min. Aprox.
- Presentación de Ashley, hasta 15:06 min. Aprox.
- Descubrimiento de Zach de la pistola de Mary Alice, hasta 15:42 min. Aprox.
- Discusión de Rex con Bree en el consultorio, hasta 16:48 min. Aprox.
- Diálogo de Gabrielle con Ashley, hasta 18:17 min. Aprox.
- Discusión de Zach con Paul y diálogo de éstos con Bree, hasta 20:33 min. Aprox.
- Diálogo de Ashley con Gabrielle, hasta 21:27 min. Aprox.
- Susan y su pelea con ella misma, hasta 22:38 min. Aprox.
- Diálogo de Lynette con Tom y cuando ésta les da azúcar a los niños, hasta 23:20 min. Aprox.
- Diálogo de Ashley con Gabrielle y confesión de que estudia en casa, hasta 24:03 min. Aprox.
- Discusión de Susan con Karl y la vergüenza de Susan, hasta 28:00 min. Aprox.
- Cena de Bree (1) hasta 30:06 min. Aprox.
- Descubrimiento del arcón, hasta 31:08 min. Aprox
- Cena de Bree (2), hasta 32:40 min. Aprox.
- Diálogo de Susan con Mike, hasta 34:00 min. Aprox.
- Diálogo de Lynette con Tom, hasta 35:07 min. Aprox.
- Monólogo de Carlos oído por Gabrielle, hasta 35:48 min. Aprox.
- Diálogo de Bree con Rex y muestra de tristeza de ésta, hasta 37:15 min. Aprox.
- Monólogo de Susan para Brandi y Karl y disculpa de Brandi, hasta 38:36 min. Aprox.
- Diálogo de Tom con Lynette y su "fiesta", hasta 40:03 min. Aprox.
- Revelación del casete de Mary Alice, hasta 41:57 min. Aprox.